# PL Kyodan
Instituição Religiosa Perfect Liberty ou a Perfect Liberty Kyodan é uma nova religião japonesa de doutrina baseada no monoteísmo que se constituiu como movimento internacional.

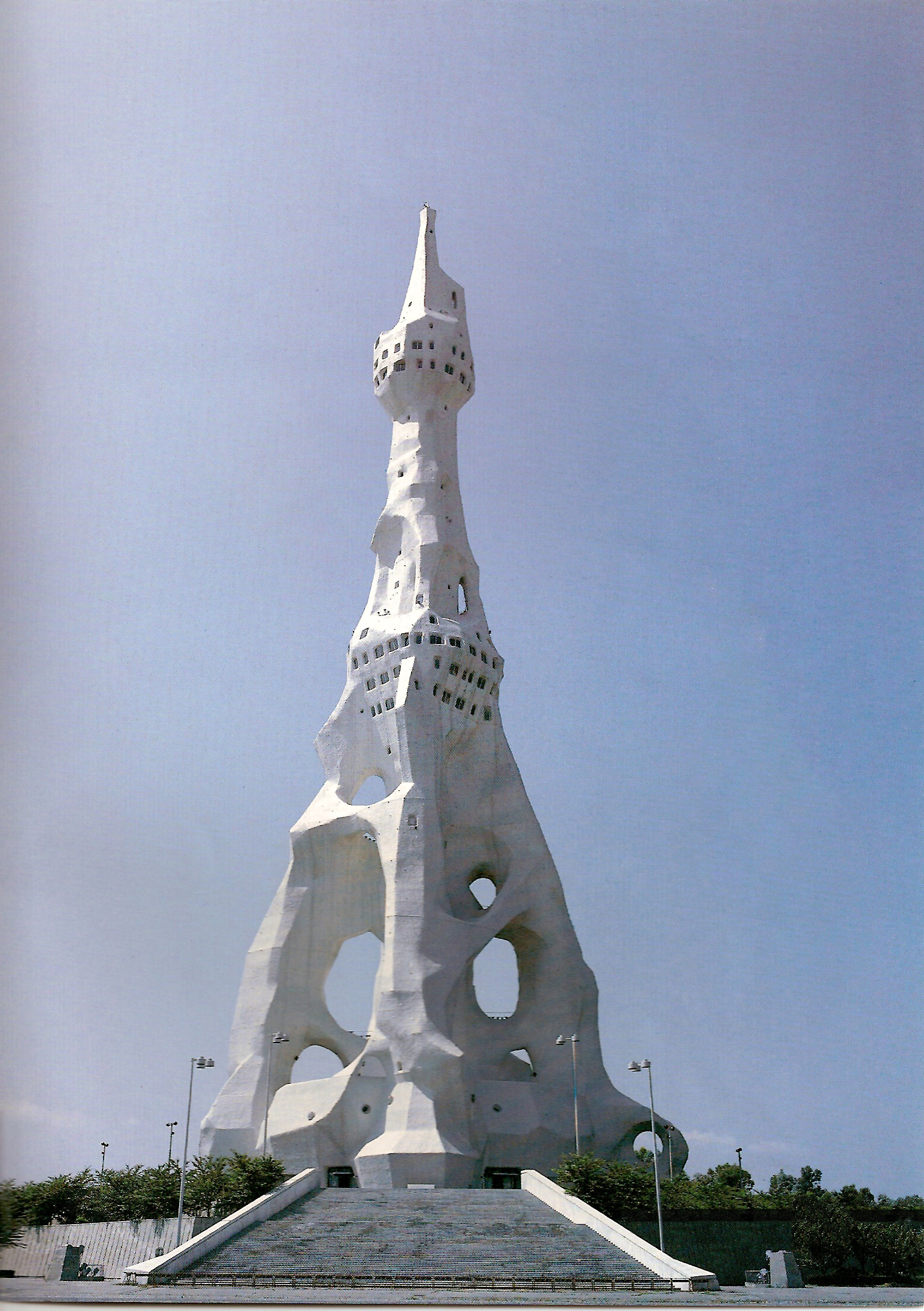
Torre da Grande Paz (180 metros)- monumento àqueles que perderam suas vidas em todas as guerras da humanidade, no seiti (Terra Sagrada) em Tondabayashi, província de Osaka, Japão.

Fundada em 1946 por Tokuchika Miki no dia 29 de setembro, sua história remonta ao ano de 1912. Como quase todas as religiões originadas no Japão, demonstra forte influência estética do Xintoísmo.
A PL Kyodan é uma religião que é também fortemente influenciada pela cultura do Zen Budismo do Japão no começo do século XX. Entretanto, rompe com as crenças xintoísta e budista, ao cultuar um Deus único, "criador de todas as coisas".
O ensinamento “raiz” de onde se origina toda a doutrina da PL é o preceito “Vida é arte.” Os seres humanos nasceram para expressar sua própria individualidade original em tudo - “criando a arte cotidiana verdadeira”. A fim de entender, melhorar suas vidas e em superar as dificuldades, os peelistas são ensinados a ter estes problemas dirigidos e orientados pelo patriarca (Oshieoyá-Samá) e através dos mestres, seus seguidores, visando o auto-aprimoramento que consiste na ampliação da auto-consciência e do auto-controle emocional. A PL não tem um livro sagrado (como a Bíblia), entretanto, possui os 21 preceitos da PL e as 21 Instruções para Vida Religiosa do peelista baseadas nesses e que foram concedidos através de revelação divina pelos fundadores da Igreja. Tem como objetivo primordial a geração de uma nova cultura que venha trazer pela primeira vez na história da humanidade a Paz Mundial.

## Fundamentos doutrinários
São fundamentos da doutrina peelista:
1. os ensinamentos (e sua origem "Vida é arte")
2. a Obra-Divina[7] de Oshieoyá-samá (e sua bênção espiritual, o shikiri)[8]

### Vida é Arte
O ensinamento fundamental da PL faz uma comparação dos atos cotidianos do homem com a realização de obras de arte.
"A alegria do homem não consiste em apoderar-se daquilo que almeja, nem que as pessoas ao redor comecem tratá-lo bem. A alegria quando o homem utiliza a criatividade e acumula esforços para relacionar-se bem com as coisas e pessoas, tornando sua expressão bela e agradável. Esta é a alegria mais profunda do homem." 
Cabe ao(à) homem(mulher) expressar seu eu mais verdadeiro, que é divino e se expressa por Makoto (dedicação perseverante, sinceridade), e eliminar seu ego, formado pelos vícios emocionais-espirituais, principalmente os de zanga, descontentamento, tristeza, pressa, receio, apego em demasia e teimosia, entre outros. Ao libertar-se desses vícios, o adepto torna-se capaz de realizar verdadeira arte em sua vida cotidiana e felicitar a si e ao seu próximo.
A arte humana, na concepção da PL, é aquela que se adapta constantemente à Arte Divina que são os fatos e acontecimentos e as pessoas à sua volta. O homem é livre para se expressar, mas deve sempre basear-se em Deus (Preceito 11); a arte humana é o ponto de partida para o cultivo de uma nova cultura, de uma nova civilização, na qual a elevada consciência de si e do seu próximo, estado emocional-espiritual de perfeita liberdade (Preceito 21) possibilitam a harmonia profunda de toda a sociedade.

### Oshieoyá-Samá
Tokuchika Miki é chamado de II Fundador (Kyosso) da Instituição Religiosa Perfect Liberty.
Em 1946 fundou a referida religião, quando então era chamado Oshieoyá-Samá, por herdar de seu pai Tokuharu Miki, as virtudes de ser intermediador entre os adeptos e a divindade.
O patriarca da Instituição Religiosa Perfect Liberty é assim denominado por seus adeptos, que significa literalmente Pai dos Ensinamentos.
Atualmente, esse cargo é exercido pelo seu filho adotivo  Takahito Miki, o III Fundador, ou também, chamado de 3º Patriarca.
Oshieoyá-Samá é considerado, pela doutrina PL, antes um estado de elevada pureza espiritual, no qual "nada se sabe", estado de verdadeira liberdade (Preceito 21), do que um simples cargo de liderança na instituição. Assim, venera-se Oshieoyá-Samá na pessoa de Takahito Miki. É chamado, dentro desse contexto doutrinário, de "Uno a Deus", um estado interior da evolução humana onde as verdades espirituais reveladas na forma dos ensinamentos surgem diretamente através da intuição. Oshieoyá-Samá, ainda, seria o modelo de conduta do verdadeiro filho de Deus.
Assim, pela prática dos ensinamentos, o adepto alcançaria sua felicidade nesse mundo, vindo a expressar sua verdadeira natureza divina, através do auto-aprimoramento, como um verdadeiro filho de Deus, criando a Paz Mundial que é o objetivo maior da PL.
A palavra Oshieoyá-Samá, pode ser dividida em "oshiê", vocábulo japonês que significa "ensinamento, doutrina", e "oyassama", ou apenas "oyá", ideograma que significa pai e mãe, ao mesmo tempo; daí a tradução para o ocidente de "Pai dos Ensinamentos".

### 21 Preceitos
Os 21 preceitos são a síntese da doutrina peelista e todos os demais ensinamentos e práticas religiosas deles derivam. Foram concedidos por Deus ao 2º Fundador, Tokuchika Miki, na madrugada de 29 de setembro de 1946.
Estes preceitos são diferentes dos 21 anteriores, quando a PL se chamava Hito-no-miti, "Caminho do homem", antes da 2ª Guerra Mundial, na época do 1º Fundador, Tokuharu Miki, pai do 2º Fundador e avô do atual Patriarca da PL.
Por isso, diz-se que na PL há um fundador a cada geração, que através da orientação divina, dá forma aos ensinamentos, conforme as necessidades da época.
São eles:
- 1. Vida é Arte.
- 2. A vida do homem é auto-expressão.
- 3. O Eu é a manifestação de Deus.
- 4. Há sofrimento se não se expressar.
- 5. Ao se deixar levar pela emoção perde-se o Eu.
- 6. Você existe na ausência do ego.
- 7. Tudo existe em relatividade.
- 8. Viva radiante como o sol.
- 9. Todos os homens são iguais.
- 10. Felicite a si e aos outros
- 11. Faça tudo confiando em Deus [22].
- 12. Há uma função conforme o nome.
- 13. Há um caminho para o homem e um para a mulher.
- 14. Tudo é e existe para a Paz Mundial.
- 15. Tudo é espelho.
- 16. Tudo progride e se desenvolve.
- 17. Capte o ponto central.
- 18. Postamo-nos sempre na bifurcação entre o bem e o mal.
- 19. Agir ao perceber.
- 20. Viva no estado da perfeita união material-espiritual.
- 21. Viva na verdadeira liberdade.

## Práticas Cotidianas - a doutrina peelista em ação
A PL tem seu enfoque na prática diária.
Na vida cotidiana do adepto, deve haver uma verdadeira reinterpretação de seus sentimentos, na forma como expressa suas emoções e pensamentos. Tal auto-expressão se dá através dos cinco atos básicos: ver, ouvir, pensar, falar e fazer. "Os problemas na vida surgem, quando nossa expressão está distorcida, não ouvimos, não falamos, não fazemos, não vemos, nem pensamos da forma correta." O homem não
tem o controle sobre os resultados de suas ações; por mais que deseje e se esforce e faça planejamentos, inúmeros fatores exteriores e interiores a sua pessoa concorrem para alterar tais resultados, independentemente de sua vontade. A isso, denomina-se na PL de estar "à mercê das Obras Divinas". Assim, cabe a ele, com espírito de humildade, orar a Deus fazendo shikiri para alcançar os melhores resultados.
São práticas comuns:
- 1. o pedido de perdão a Deus pela oração, ao perceber suas falhas;
- 2. o agradecimento, tanto às pessoas, como a Deus, pelos fatos diários, tanto bons como maus;
- 3. o "oferecimento espontâneo" (espírito de missassaguê), onde o adepto procura fazer em suas tarefas diárias, além do que seria exigido no senso comum, para que assim consiga uma verdadeira "obra de arte" nas mínimas coisas;
- 4. a auto-reflexão, para adequar sua expressão e torná-la positiva e harmoniosa para si e para os outros;
- 5. as preces matinal e da noite, onde, ao orar a Oração da PL, o adepto declara em síntese, toda a doutrina, perante o Omitamá( ver foto ), ou o Aramitamá, "oratório", com o fim de incorporar os ensinamentos e torná-los sua referência ética;
- 6. a busca da felicidade e harmonia do adepto e de seu próximo, como ensina o 10º preceito.
- 7. a interpretação de fatos desagradáveis como "espelho", reflexo do comportamento emocional-espiritual inadequado do adepto; o auto-aprimoramento dá-se então pela prática dos ensinamentos, buscando a "mudança de sentimento" pela eliminação de seu ego.

## Principais datas religiosas
- 1º de janeiro - Cerimônia de Ano-Novo;
- dia 1 de cada mês - Cerimônia do Dia da Paz;
- dia 11 de cada mês - Cerimônia do Dia dos Antepassados;
- dia 21 de cada mês - Cerimônia do Dia de Agradecimento; cerimônia mensal de maior importância para a PL Kyodan;
- 1º de agosto - Cerimônia de Kyosso-sai;
- 29 de setembro - Aniversário da PL.